# Glenea palawana
Glenea palawana là một loài bọ cánh cứng trong họ Cerambycidae.